# Xu Yifan
Pour les articles homonymes, voir Xu.
Dans ce nom chinois, le nom de famille, Xu, précède le nom personnel.
Xu Yifan, née le 8 août 1988 à Tianjin, est une joueuse de tennis chinoise, professionnelle depuis 2005.
À ce jour, elle a remporté treize titres en double dames sur le circuit WTA et un titre en double sur les tournois WTA 125.

## Palmarès

### Titres en double dames
| No | Date       | Nom et lieu du tournoi                                  | Catégorie    | Dotation    | Surface      | Partenaire         | Finalistes                            | Score             |          |
| -- | ---------- | ------------------------------------------------------- | ------------ | ----------- | ------------ | ------------------ | ------------------------------------- | ----------------- | -------- |
| 1  | 16-09-2013 | KDB Korea Open Séoul                                    | Intern'l     | 500 000 $   | Dur (ext.)   | Chan Chin-wei      | Raquel Kops-Jones Abigail Spears      | 7-5, 6-3          | Parcours |
| 2  | 03-08-2015 | Bank of the West Classic Stanford                       | Premier      | 731 000 $   | Dur (ext.)   | Zheng Saisai       | Anabel Medina Arantxa Parra Santonja  | 6-1, 6-3          | Parcours |
| 3  | 12-10-2015 | Tianjin Open Tianjin                                    | Intern'l     | 500 000 $   | Dur (ext.)   | Zheng Saisai       | Darija Jurak Nicole Melichar          | 6-2, 3-6, [10-8]  | Parcours |
| 4  | 01-11-2016 | WTA Elite Trophy Zhuhai                                 | Elite Trophy | 2 214 500 $ | Dur (int.)   | İpek Soylu         | Yang Zhaoxuan You Xiaodi              | 6-4, 3-6, [10-7]  | Parcours |
| 5  | 21-03-2017 | Miami Open Miami                                        | PREMIER*     | 7 669 423 $ | Dur (ext.)   | Gabriela Dabrowski | Sania Mirza Barbora Strýcová          | 6-4, 6-3          | Parcours |
| 6  | 20-08-2017 | Connecticut Open New Haven                              | Premier      | 776 000 $   | Dur (ext.)   | Gabriela Dabrowski | Ashleigh Barty Casey Dellacqua        | 3-6, 6-3, [10-8]  | Parcours |
| 7  | 07-01-2018 | Sydney International Sydney                             | Premier      | 799 000 $   | Dur (ext.)   | Gabriela Dabrowski | Latisha Chan Andrea S. Hlaváčková     | 6-3, 6-1          | Parcours |
| 8  | 24-06-2018 | Nature Valley International Eastbourne                  | Premier      | 852 564 $   | Gazon (ext.) | Gabriela Dabrowski | Irina-Camelia Begu Mihaela Buzărnescu | 6-3, 7-5          | Parcours |
| 9  | 19-05-2019 | Nürnberger Versicherungscup Nuremberg                   | Intern'l     | 226 750 $   | Terre (ext.) | Gabriela Dabrowski | Sharon Fichman Nicole Melichar        | 4-6, 7-65, [10-5] | Parcours |
| 10 | 13-01-2020 | Adelaide International Adélaïde                         | Premier      | 782 900 $   | Dur (ext.)   | Nicole Melichar    | Gabriela Dabrowski Darija Jurak       | 2-6, 7-5, [10-5]  | Parcours |
| 11 | 09-03-2022 | BNP Paribas Open Indian Wells                           | WTA 1000     | 8 584 055 $ | Dur (ext.)   | Yang Zhaoxuan      | Asia Muhammad Ena Shibahara           | 7-5, 7-64         | Parcours |
| 12 | 01-08-2022 | Mubadala Silicon Valley Classic San José                | WTA 500      | 757 900 $   | Dur (ext.)   | Yang Zhaoxuan      | Shuko Aoyama Chan Hao-ching           | 7-5, 6-0          | Parcours |
| 13 | 21-05-2023 | Internationaux de Strasbourg Strasbourg                 | WTA 250      | 259 303 $   | Terre (ext.) | Yang Zhaoxuan      | Desirae Krawczyk Giuliana Olmos       | 6-3, 6-2          | Parcours |
| 14 | 18-08-2024 | Tennis in the Land powered by Rocket Mortgage Cleveland | WTA 250      | 267 082 $   | Dur (ext.)   | Cristina Bucșa     | Shuko Aoyama Eri Hozumi               | 3-6, 6-3, [10-6]  | Parcours |

### Finales en double dames
| No | Date       | Nom et lieu du tournoi                         | Catégorie | Dotation      | Surface      | Vainqueures                           | Partenaire         | Score            |          |
| -- | ---------- | ---------------------------------------------- | --------- | ------------- | ------------ | ------------------------------------- | ------------------ | ---------------- | -------- |
| 1  | 17-09-2007 | China Open Pékin                               | Tier II   | 600 000 $     | Dur (ext.)   | Chuang Chia-jung Hsieh Su-wei         | Han Xinyun         | 7-63, 6-3        | Parcours |
| 2  | 22-09-2008 | China Open Pékin                               | Tier II   | 600 000 $     | Dur (ext.)   | Anabel Medina Caroline Wozniacki      | Han Xinyun         | 6-1, 6-3         | Parcours |
| 3  | 03-01-2016 | Shenzhen Open Shenzhen                         | Intern'l  | 500 000 $     | Dur (ext.)   | Vania King Monica Niculescu           | Zheng Saisai       | 6-1, 6-4         | Parcours |
| 4  | 10-10-2016 | Tianjin Open Tianjin                           | Intern'l  | 500 000 $     | Dur (ext.)   | Christina McHale Peng Shuai           | Magda Linette      | 7-68, 6-0        | Parcours |
| 5  | 29-09-2018 | China Open Pékin                               | PREMIER*  | 6 381 679 $   | Dur (ext.)   | Andrea S. Hlaváčková Barbora Strýcová | Gabriela Dabrowski | 4-6, 6-4, [10-8] | Parcours |
| 6  | 04-05-2019 | Mutua Madrid Open Madrid                       | PREMIER*  | 6 536 160 € $ | Terre (ext.) | Hsieh Su-wei Barbora Strýcová         | Gabriela Dabrowski | 6-3, 6-1         | Parcours |
| 7  | 03-07-2019 | The Championships Wimbledon                    | G. Chelem | 17 769 000£ $ | Gazon (ext.) | Hsieh Su-wei Barbora Strýcová         | Gabriela Dabrowski | 6-2, 6-4         | Parcours |
| 8  | 22-08-2020 | Western & Southern Open New York               | Premier 5 | 1 950 079 $   | Dur (ext.)   | Květa Peschke Demi Schuurs            | Nicole Melichar    | 6-1, 4-6, [10-4] | Parcours |
| 9  | 31-08-2020 | US Open New York                               | G. Chelem | 53 400 000 $  | Dur (ext.)   | Laura Siegemund Vera Zvonareva        | Nicole Melichar    | 6-4, 6-4         | Parcours |
| 10 | 07-03-2021 | Tennis Championships Dubaï                     | WTA 1000  | 1 845 490 $   | Dur (ext.)   | Alexa Guarachi Darija Jurak           | Yang Zhaoxuan      | 6-0, 6-3         | Parcours |
| 11 | 19-05-2024 | Grand Prix SAR La Princesse Lalla Meryem Rabat | WTA 250   | 267 082 $     | Terre (ext.) | Irina Khromacheva Yana Sizikova       | Anna Danilina      | 6-3, 6-2         | Parcours |

### Titre en double en WTA 125
| No | Date       | Nom et lieu du tournoi     | Catégorie | Dotation  | Surface    | Partenaire | Finalistes                     | Score    |          |
| -- | ---------- | -------------------------- | --------- | --------- | ---------- | ---------- | ------------------------------ | -------- | -------- |
| 1  | 28-10-2013 | Nanjing Ladies Open Nankin | WTA 125   | 125 000 $ | Dur (ext.) | Misaki Doi | Yaroslava Shvedova Zhang Shuai | 6-1, 6-4 | Parcours |

### Finale en double en WTA 125
| No | Date       | Nom et lieu du tournoi              | Catégorie | Dotation  | Surface    | Vainqueures                     | Partenaire    | Score     |          |
| -- | ---------- | ----------------------------------- | --------- | --------- | ---------- | ------------------------------- | ------------- | --------- | -------- |
| 1  | 21-07-2014 | Jiangxi International Open Nanchang | WTA 125   | 125 000 $ | Dur (ext.) | Chuang Chia-jung Junri Namigata | Chan Chin-wei | 7-64, 6-3 | Parcours |

### Finale en double mixte
| No | Date       | Nom et lieu du tournoi      | Catégorie | Dotation | Surface      | Vainqueures                  | Partenaire    | Score          |          |
| -- | ---------- | --------------------------- | --------- | -------- | ------------ | ---------------------------- | ------------- | -------------- | -------- |
| 1  | 03-07-2023 | The Championships Wimbledon | G. Chelem | NC       | Gazon (ext.) | Lyudmyla Kichenok Mate Pavić | Joran Vliegen | 6-4, 69-7, 6-3 | Parcours |

## Parcours en Grand Chelem

### En simple dames
| Année | Open d'Australie | Open d'Australie | Internationaux de France | Internationaux de France | Wimbledon       | Wimbledon    | US Open | US Open           |
| ----- | ---------------- | ---------------- | ------------------------ | ------------------------ | --------------- | ------------ | ------- | ----------------- |
| 2012  | —                | —                | —                        | —                        | —               | —            | Q2      | Nastassja Burnett |
|       |                  |                  |                          |                          |                 |              |         |                   |
| 2015  | Q2               | Yulia Putintseva | Q1                       | Elizaveta Kulichkova     | 1er tour (1/64) | Ana Ivanović | Q1      | Kateryna Baindl   |

N.B. : à droite du résultat se trouve le nom de l'ultime adversaire.

### En double dames
| Année | Open d'Australie                                                                          | Open d'Australie                                                                     | Internationaux de France                                                             | Internationaux de France                                                                | Wimbledon                                                                                 | Wimbledon          | US Open                                                                   | US Open |
| ----- | ----------------------------------------------------------------------------------------- | ------------------------------------------------------------------------------------ | ------------------------------------------------------------------------------------ | --------------------------------------------------------------------------------------- | ----------------------------------------------------------------------------------------- | ------------------ | ------------------------------------------------------------------------- | ------- |
| 2014  | —                                                                                         | —                                                                                    | —                                                                                    | —                                                                                       | —                                                                                         | —                  | 1/4 de finale Z. Diyas \|\| style="text-align:left;" \| C. Black S. Mirza |         |
| 2015  | 1er tour (1/32) Peng S. \|\| style="text-align:left;" \| K. Date C. Dellacqua             | 2e tour (1/16) Z. Diyas \|\| style="text-align:left;" \| An. Rodionova Ar. Rodionova | 1er tour (1/32) T. Smitková \|\| style="text-align:left;" \| C. Garcia K. Srebotnik  | 1er tour (1/32) Z. Diyas \|\| style="text-align:left;" \| V. King Zheng S.              |                                                                                           |                    |                                                                           |         |
| 2016  | 1/2 finale Zheng S. \|\| style="text-align:left;" \| A. Hlaváčková L. Hradecká            | 1/4 de finale Zheng S. \|\| style="text-align:left;" \| M. Gasparyan S. Kuznetsova   | 1er tour (1/32) Zheng S. \|\| style="text-align:left;" \| D. Jurak An. Rodionova     | 1/8 de finale Zheng S. \|\| style="text-align:left;" \| M. Hingis C. Vandeweghe         |                                                                                           |                    |                                                                           |         |
| 2017  | 1/4 de finale Atawo \|\| style="text-align:left;" \| B. Mattek-Sands L. Šafářová          | 1/8 de finale G. Dabrowski \|\| style="text-align:left;" \| R. Olaru O. Savchuk      | 1er tour (1/32) G. Dabrowski \|\| style="text-align:left;" \| E. Mertens D. Schuurs  | 1/4 de finale G. Dabrowski \|\| style="text-align:left;" \| L. Šafářová B. Strýcová     |                                                                                           |                    |                                                                           |         |
| 2018  | 1/4 de finale G. Dabrowski \|\| style="text-align:left;" \| E. Makarova E. Vesnina        | 1/8 de finale G. Dabrowski \|\| style="text-align:left;" \| E. Hozumi M. Ninomiya    | 1/2 finale G. Dabrowski \|\| style="text-align:left;" \| N. Melichar K. Peschke      | 2e tour (1/16) G. Dabrowski \|\| style="text-align:left;" \| S. Stosur Zhang S.         |                                                                                           |                    |                                                                           |         |
| 2019  | 1er tour (1/32) G. Dabrowski \|\| style="text-align:left;" \| B. Strýcová M. Vondroušová  | 1/4 de finale G. Dabrowski \|\| style="text-align:left;" \| Duan Y.-Y. Zheng S.      | Finale G. Dabrowski                                                                  | Hsieh S.-w. B. Strýcová                                                                 | 1/4 de finale G. Dabrowski \|\| style="text-align:left;" \| V. Kužmová A. Sasnovich       |                    |                                                                           |         |
| 2020  | 1er tour (1/32) N. Melichar \|\| style="text-align:left;" \| J. Brady C. Dolehide         | —                                                                                    | —                                                                                    | Annulé                                                                                  | Annulé                                                                                    | Finale N. Melichar | L. Siegemund V. Zvonareva                                                 |         |
| 2021  | 2e tour (1/16) Yang Z. \|\| style="text-align:left;" \| A. Kalinskaya V. Kužmová          | 2e tour (1/16) Zhang S. \|\| style="text-align:left;" \| Ka. Plíšková Kr. Plíšková   | —                                                                                    | —                                                                                       | —                                                                                         | —                  |                                                                           |         |
| 2022  | 3e tour (1/8) Yang Z. \|\| style="text-align:left;" \| V. Kudermetova E. Mertens          | 1/4 de finale Yang Z. \|\| style="text-align:left;" \| C. Garcia K. Mladenovic       | 1/8 de finale Yang Z. \|\| style="text-align:left;" \| A. Guarachi A. Klepac         | 1/8 de finale Yang Z. \|\| style="text-align:left;" \| C. Dolehide S. Sanders           |                                                                                           |                    |                                                                           |         |
| 2023  | —                                                                                         | —                                                                                    | 1/8 de finale Yang Z. \|\| style="text-align:left;" \| N. Melichar-Martinez E. Perez | 1er tour (1/32) A. Danilina \|\| style="text-align:left;" \| N. Bains M. Lumsden        | 1er tour (1/32) T. Mihalíková \|\| style="text-align:left;" \| B. Strýcová M. Vondroušová |                    |                                                                           |         |
| 2024  | 1er tour (1/32) T. Mihalíková \|\| style="text-align:left;" \| B. Haddad Maia T. Townsend | 1er tour (1/32) A. Danilina \|\| style="text-align:left;" \| C. Gauff K. Siniaková   | 2e tour (1/16) A. Danilina \|\| style="text-align:left;" \| C. Gauff J. Pegula       | 1er tour (1/32) C. Bucșa \|\| style="text-align:left;" \| M. Andreeva A. Pavlyuchenkova |                                                                                           |                    |                                                                           |         |
| 2025  | 2e tour (1/16) Yang Z. \|\| style="text-align:left;" \| Hsieh S.-w. J. Ostapenko          | 1er tour (1/32) A. Kalinina \|\| style="text-align:left;" \| T. Babos L. Stefani     | 1er tour (1/32) Yang Z. \|\| style="text-align:left;" \| L. Kichenok E. Perez        |                                                                                         |                                                                                           |                    |                                                                           |         |

N.B. : le nom de la partenaire se trouve sous le résultat ; les noms des ultimes adversaires se trouvent à droite.

### En double mixte
| Année | Open d'Australie                                                         | Open d'Australie                                                          | Internationaux de France                                                   | Internationaux de France | Wimbledon      | Wimbledon                                                                | US Open                                                                          | US Open |
| ----- | ------------------------------------------------------------------------ | ------------------------------------------------------------------------- | -------------------------------------------------------------------------- | ------------------------ | -------------- | ------------------------------------------------------------------------ | -------------------------------------------------------------------------------- | ------- |
| 2016  | —                                                                        | —                                                                         | 2e tour (1/8) Draganja \|\| style="text-align:left;" \| Mladenovic Herbert | —                        | —              | 1er tour (1/16) Qureshi \|\| style="text-align:left;" \| Shvedova Soares |                                                                                  |         |
| 2017  | 2e tour (1/8) Martin \|\| style="text-align:left;" \| Mattek-Sands Bryan | 1er tour (1/16) Martin \|\| style="text-align:left;" \| Paquet Paire      | 1er tour (1/32) Paes \|\| style="text-align:left;" \| Olaru Martin         | —                        | —              |                                                                          |                                                                                  |         |
| 2018  | 1er tour (1/16) Daniell \|\| style="text-align:left;" \| Makarova Soares | 2e tour (1/8) Marach \|\| style="text-align:left;" \| Spears Cabal        | —                                                                          | —                        | —              | —                                                                        |                                                                                  |         |
|       |                                                                          |                                                                           |                                                                            |                          |                |                                                                          |                                                                                  |         |
| 2021  | 1er tour (1/16) González \|\| style="text-align:left;" \| Zvonareva Melo | 1er tour (1/8) Soares \|\| style="text-align:left;" \| Krawczyk Salisbury | —                                                                          | —                        | —              | —                                                                        |                                                                                  |         |
|       |                                                                          |                                                                           |                                                                            |                          |                |                                                                          |                                                                                  |         |
| 2023  | —                                                                        | —                                                                         | —                                                                          | —                        | Finale Vliegen | Kichenok Pavić                                                           | 1/4 de finale Vliegen \|\| style="text-align:left;" \| A. Danilina H. Heliövaara |         |

N.B. : le nom du partenaire se trouve sous le résultat ; les noms des ultimes adversaires se trouvent à droite.

## Parcours aux Masters

### En double dames
| # | Date       | Nom de l'édition     | ($)        | Surface    | Résultat      | Partenaire         | Ultimes adversaires              | Score    |          |
| - | ---------- | -------------------- | ---------- | ---------- | ------------- | ------------------ | -------------------------------- | -------- | -------- |
| 1 | 22/10/2017 | WTA Finals Singapour | 7 000 000  | Dur (int.) | 1/4 de finale | Gabriela Dabrowski | Ekaterina Makarova Elena Vesnina | 6-1, 6-1 | Parcours |
| 2 | 21/10/2018 | WTA Finals Singapour | 7 000 000  | Dur (int.) | 1/4 de finale | Gabriela Dabrowski | Tímea Babos Kristina Mladenovic  | 6-0, 6-2 | Parcours |
| 3 | 27/11/2019 | WTA Finals Shenzhen  | 14 000 000 | Dur (int.) | Round Robin   | Gabriela Dabrowski |                                  |          | Parcours |

## Parcours aux Jeux olympiques

### En double dames
| # | Date       | Nom de l'olympiade                  | Surface    | Résultat      | Partenaire    | Ultimes adversaires          | Score    |          |
| - | ---------- | ----------------------------------- | ---------- | ------------- | ------------- | ---------------------------- | -------- | -------- |
| 1 | 06/08/2016 | Olympic Tennis Event Rio de Janeiro | Dur (ext.) | 2e tour (1/8) | Zheng Saisai  | Sara Errani Roberta Vinci    | 6-2, 6-3 | Parcours |
| 2 | 31/07/2021 | Olympic Tennis Event Tokyo          | Dur (ext.) | 2e tour (1/8) | Yang Zhaoxuan | Ashleigh Barty Storm Sanders | 6-4, 6-4 | Parcours |

## Classements WTA en fin de saison
| Année          | 2005 | 2006 | 2007 | 2008 | 2009 | 2010 | 2011 | 2012 | 2013 | 2014 | 2015 | 2016 | 2017 | 2018 | 2019 | 2020 | 2021 | 2022 | 2023 | 2024 |
| Rang en simple | 850  | 423  | 357  | 297  | 402  | 277  | 313  | 261  | 350  | 182  | 205  | 421  | 667  | 1170 | –    | –    | –    | –    | –    | –    |
| Rang en double | –    | 352  | 124  | 92   | 226  | 121  | 148  | 151  | 99   | 75   | 49   | 20   | 16   | 12   | 8    | 9    | 37   | 15   | 55   | 43   |

Source : (en) Classements de Xu Yifan sur le site officiel de la Fédération internationale de tennis